# 정광석 (1962년)
정광석(鄭光石, 1962년 12월 24일 ~ )은 대한민국의 제5대 울산광역시 울주군의원이다.

## 학력
- 온양국민학교 졸업
- 금정중학교 졸업
- 부산상업고등학교 졸업
- 부산경상전문대학 경영학과 전문학사 졸업

## 경력
- 온양읍 체육회장
- 온양읍 자율방범대장
- 온양읍 주민자치위원
- 울주군 주민자치위원회 고문
- 온양읍 조기축구연합 회장
- 울주군 자율방범 연합대장
- 온양읍 산악회 산행대장
- 온양읍 요식업조합장
- 울주군 음식협의회 운영위원
- 법무부 범죄예방위원
- 온양파출소 생활안전협의회
- 울산 남부로타리 클럽 회원
- 온양초등학교 총동창회 사무국장
- 온양읍 주민자치위원장
- 울주군 옹기축제 추진위원장
- 2010.07 ~ 2014.06 제5대 울산광역시 울주군의회 의원
- 2010.07 ~ 2012.07 제5대 울산광역시 울주군의회 전반기 의회운영위원회 위원
- 2010.07 ~ 2012.07 제5대 울산광역시 울주군의회 전반기 산업건설위원회 위원
- 2012.07 ~ 2014.06 제5대 울산광역시 울주군의회 후반기 의회운영위원회 위원
- 2012.07 ~ 2014.06 제5대 울산광역시 울주군의회 후반기 산업건설위원회 위원

## 역대 선거 결과
|  | 19.07% |

|  | 19.50% |